# Serra de Subenuix
La Serra de Subenuix és una serralada que es troba en el terme municipal d'Espot, a la comarca del Pallars Sobirà, i dins del Parc Nacional d'Aigüestortes i Estany de Sant Maurici.
«El nom pot referir-se a l'important pontarró pel qual el camí ral del Portarró travessa el riu de Subenuix (del basc zubi, pont i -uix, referint-se a les diverses parts i zones d'aquesta vall)».
L'extrem septentrional està situat al sud de l'Estany Xic de Subenuix, dins del Vall de Subenuix. La major part de la serralada separa la Vall de Subenuix de la Coma dels Pescadors. El Pic de Subenuix de 2.950,2 m, sostre de la serra, constitueix el seu extrem meridional.